# Pseudocercospora alangii
Pseudocercospora alangii är en svampart som beskrevs av Y.L. Guo & X.J. Liu 1989. Pseudocercospora alangii ingår i släktet Pseudocercospora och familjen Mycosphaerellaceae.   Inga underarter finns listade i Catalogue of Life.